# Джозеф Ган
Джозеф Ган (англ. Joe Hahn; 15 березня 1977, Даллас) — діджей і бек-вокаліст ню-метал/репкор групи Linkin Park.

## Життєпис
Джозеф «Джо» Ган народився у родині з трьох дітей (у нього є дві старші сестри) 15 березня 1977 року в Далласі, штат Техас, але він виріс в Глендейлі, штат Каліфорнія. Ган є другим поколінням корейського американця.
Ган закінчив середню школу в Глендейлі в 1995 році. Потім він навчався в художньому центрі коледжу дизайну в Пасадені, але не закінчив. Ган, разом з напарником Майком Шинодою, відповідає за більшу частину обкладинок альбомів Linkin Park.
15 лютого 2005 року, Ган одружився з Карен Бенедіт; пара розлучилася в 2009 році.
21 жовтня 2012 року, Ган одружився з Хайді Воан, з якою зустрічався з 2010 року.

## Дискографія
Основна стання: Дискографія Linkin Park
| Рік  | Альбом              | Лейл                                            |
| ---- | ------------------- | ----------------------------------------------- |
| 2000 | Hybrid Theory       | Warner Brothers Records                         |
| 2003 | Meteora             | Warner Brothers Records/Machine Shop Recordings |
| 2007 | Minutes to Midnight | Warner Brothers Records/Machine Shop Recordings |
| 2010 | A Thousand Suns     | Warner Brothers Records/Machine Shop Recordings |
| 2012 | Living Things       | Warner Brothers Records                         |
| 2014 | The Hunting Party   | Warner Brothers Records/Machine Shop Recordings |
| 2017 | One more Light      | Warner Brothers Records/Machine Shop Recordings |

## Джозеф Ган і Україна
12 червня 2012 у складі гурту Linkin Park Джозеф Ган дав концерт у місті Одеса. Джозеф Ган також має мільйони фанатів його творчості в Україні.